# Delírios de Verão
Delírios de Verão foi um programa especial do Verão MTV exibido entre janeiro e fevereiro de 2010 na MTV Brasil.Era apresentado por Fabio Rabin e Bento Ribeiro, e tinha comentários diretos de Didi, atual apresentador do Didiabólico. O programa amostrava situações do verão é tinha videoclipes satirizados no final.